# Yutaro Shin
Yutaro Shin (født 11. marts 1990) er en tidligere japansk fodboldspiller.
Han har spillet for flere forskellige klubber i sin karriere, herunder Fukushima United FC.